# Timotei Stuparu
Timotei Stuparu (n. 27 mai 1951, Țigănești, România) este un fost deputat român în legislatura 1990-1992 pe listele FSN și a fost membru în grupurile parlamentare de prietenie cu Republica Bulgaria, Canada, Republica Coreea și Republica Elenă. 
În legislatura 2000-2004 Timotei Stuparu a fost ales deputat pe listele PDSR iar din iunie 2001 a devenit membru PSD; a fost membru în grupurile parlamentare de prietenie cu Republica Bulgaria și Iugoslavia. În legislatura 2012-2016, Timotei Stuparu a fost ales senator pe listele PSD și a fost membru în grupurile parlamentare de prietenie cu Republica Bulgaria și Regatul Hașemit al Iordaniei. 
În octombrie 2015, senatorul Timotei Stuparu a fost trimis în judecată după ce a angajat fictiv un consilier la biroul parlamentar. Pe data de 16 iunie 2016, Timotei Stuparu a fost condamnat la 1 an și 7 luni de închisoare cu suspendare și la 90 de zile de muncă în folosul comunității. În aprilie 2017, Înalta Curte de Justiție a respins apelul lui Timotei Stuparu și a confirmat pedeapsa de 1 an și 7 luni de închisoare cu suspendare, după ce Timotei Stuparu a fost acuzat de fals intelectual, înșelăciune, fals material în scrisuri oficiale și uz de fals.